# Алкен (Белгия)
Алкен (на нидерландски: Alken) е селище и община в Североизточна Белгия, окръг Тонгерен на провинция Лимбург. Намира се на 12 km северозападно от град Тонгерен. Населението му е около 11 000 души (2006).